# Салмон-Фолс-Крик
Салмон-Фолс-Крик (англ. Salmon Falls Creek) — река на севере штата Невада и юге штата Айдахо, США. Левый приток реки Снейк. Длина составляет 195 км; площадь бассейна — около 5447 км². Средний расход воды — около 10 м³/с.
Берёт начало на севере Невады, в районе горного хребта Джарбидж-Маунтинс, в результате слияния рек Норт-Форк и Саут-Форк. Норт-Форк считается главным верховьем реки и составляет 39,1 км в длину. Длина Саут-Форк — 19,5 км. В верхнем течении течёт преимущественно в восточном и северо-восточном направлениях, а в среднем и нижнем течении — в северном направлении. Впадает в реку Снейк в 16 км к югу от города Хагерман.